# Lotononis solitudinis
Lotononis solitudinis är en ärtväxtart som beskrevs av Dummer. Lotononis solitudinis ingår i släktet Lotononis och familjen ärtväxter. Inga underarter finns listade i Catalogue of Life.